# Erik Jensen (biskop)
 For alternative betydninger, se Erik Jensen. (Se også artikler, som begynder med Erik Jensen)
Erik Jensen (21. oktober 1906 i Helligsø – 3. januar 1975 i Aalborg) var en dansk biskop og kongelig konfessionarius.
Han var biskop over Aalborg Stift og forestod som kongelig konfessionarius vielsen mellem den daværende tronfølger Margrethe 2. og grev Henri de Laborde de Montpezat i 1967.
Han er begravet på Almen Kirkegård i Aalborg.